# Paul Lindemann

Paul Lindemann

Paul Lindemann (* 10. Januar 1871 in Rostock-Warnemünde; † 15. Mai 1924 in Wandsbek) war von 1912 bis 1919 dritter Oberbürgermeister der Stadt Kiel.

## Leben
Nach dem Abitur in Rostock studierte Lindemann an der Universität Rostock und der Universität Leipzig Rechts- und Staatswissenschaften, absolvierte das Referendariat und legte 1896 die Assessorenprüfung in Rostock ab. Im selben Jahr wurde er dort erst Richter, übernahm aber bald das Bürgermeisteramt in Neukalen. Seine Karriere als Kommunalpolitiker setzte er 1903 als Ratsherr in Stralsund und 1907 als Stadtrat in Magdeburg fort. 1908 wurde er zum zweiten Bürgermeister der Stadt Kiel gewählt und wurde für die Finanzverwaltung zuständig.
Nach dem Ende der Amtszeit des Oberbürgermeisters Paul Fuß wurde Lindemann als dessen Nachfolger gewählt und übernahm die Amtsgeschäfte am 3. Dezember 1912. Nach dem Zusammenbruch des Kaiserreiches und der Einführung eines demokratischen Gemeindewahlrechts kam es 1919 in der Ratsversammlung zum Eklat, als Lindemann die Amtseinführung des Arbeitersekretärs Paul Greß (SPD) kritisch kommentierte: „Mit der Benennung eines ihrer Parteiangehörigen haben die Mehrheitsparteien der Wahl einen politischen Beigeschmack gegeben.“ Greß sei „durch das Vertrauen der Parteifreunde berufen“ worden. „Aber es liegt ja in der Natur solcher Umwälzungen, wie wir zurzeit eine erleben, dass grundsätzlich alles bisher Vorhandene beseitigt werden muss, ganz gleich, ob es sich bewährt hat oder nicht.“ Diese Aussagen wurden von allen Ratsfraktionen als Missachtung der demokratischen Kandidatenaufstellung gewertet, eine gedeihliche Zusammenarbeit erschien nicht mehr möglich. Am 4. Oktober 1919 trat Lindemann zurück. Sein Nachfolger war Emil Lueken.
1920 schloss sich Lindemann den Kräften des Kapp-Putsches an, wurde am 14. März zum Oberpräsidenten der Provinz Schleswig-Holstein ernannt und floh drei Tage später aus Kiel, nachdem der Putsch gegen die Weimarer Republik in Berlin gescheitert war. In Leipzig stellte er sich der Polizei, wurde in Untersuchungshaft genommen aber schon bald auf Kaution entlassen. Das Hochverratsverfahren gegen ihn und andere wurde per Generalamnestie erledigt.
Lindemann war kurzfristig Angestellter eines Bankhauses und wurde 1923 Verwaltungsdirektor der See-Berufsgenossenschaft in Hamburg. Er starb am 15. Mai 1924 in Wandsbek.